# The Unspoken King
The Unspoken King (с англ. — «Негласный король») — шестой студийный альбом канадской техникал-дэт/дэткор-группы Cryptopsy, выпущенный 26 мая 2008 года на лейбле Century Media Records. Это последний альбом с гитаристом Алексом Уоборном и басистом Эриком Лангоисом. После завершения записи альбома, Мэгги Дюрант был уволен из группы. Так же был записан кавер на песню «Oh My Fucking God», группы Strapping Young Lad. 14 июня 2008 года музыкальное видео на песню «Worship Your Demons», было показано на MTV, в рамках передачи Headbangers Ball.

## Жанр
The Unspoken King имеет гораздо более другой стиль, в связи уходом из группы вокалиста Лорда Уорма. Он считается дэткор-альбомом с примесью металкора. В частности это брэйкдауны, припевы с чистым вокалом, и клавишные. В 2012 году группа выпустила альбом Cryptopsy, который является смесью дэткора и техничного дэт-метала.

## Список композиций
Все тексты написаны Matt McGachy, вся музыка написана Cryptopsy.
| №                   | Название                  | Длительность |
| ------------------- | ------------------------- | ------------ |
| 1.                  | «Worship Your Demons»     | 2:12         |
| 2.                  | «The Headsmen»            | 5:14         |
| 3.                  | «Silence the Tyrants»     | 4:09         |
| 4.                  | «Bemoan the Martyr»       | 4:10         |
| 5.                  | «Leach»                   | 4:48         |
| 6.                  | «The Plagued»             | 4:09         |
| 7.                  | «Resurgence of an Empire» | 4:40         |
| 8.                  | «Anoint the Dead»         | 3:19         |
| 9.                  | «Contemplate Regicide»    | 5:29         |
| 10.                 | «Bound Dead»              | 6:26         |
| 11.                 | «(Exit) the Few»          | 2:31         |
| Общая длительность: | Общая длительность:       | 47:07        |

## Участники записи
- Мэтт МакГахи — вокал
- Алекс Уоборн — гитара
- Кристиан Дональдсон — гитара
- Мэгги Дурант — клавишные, семплы
- Эрик Лангоис — бас-гитара
- Фло Моунер — барабаны, бэк-вокал